# 첼시 울프
첼시 울프(Chelsea Joy Wolfe, 1983년 11월 14일 ~ )는 미국의 싱어송라이터, 음악 프로듀서이다.